# Johannes Thomas (Romanist)
Johannes Thomas (* 25. Oktober 1941 in Eilendorf) ist ein deutscher Romanist und Professor an der Universität Paderborn.

## Leben
Johannes Thomas studierte Romanische und Klassische Philologie sowie Philosophie in Köln, Bonn, Lüttich und Genua. Nach seiner Promotion an der Universität zu Köln im Jahre 1967 arbeitete er von 1968 bis 1974 als Wissenschaftlicher Assistent am Romanischen Seminar der RWTH Aachen, wo er 1974 habilitierte. Ab 1976 wirkte Johannes Thomas als Professor in Aachen, ehe er im Jahre 1978 den Ruf auf die Romanistik-Professur in Paderborn annahm. Von 1985 bis 1988 war er von seiner Hochschultätigkeit beurlaubt und leitete in dieser Zeit die Außenstelle der Konrad-Adenauer-Stiftung in Rom. Johannes Thomas war 1999 Gründungssenator der Universität Erfurt und ist seit 2002 Mitglied des Kuratoriums der Universität Erfurt.

## Schriften
- Brunetto Latinis Uebersetzung der drei „Caesarianae“. Köln 1967.
- Studien zu einer Poetik der klassischen franzoesischen Tragoedie. Frankfurt am Main 1977.
- Engel und Leviathan: Neue Philosophie in Frankreich als nachmarxistische Politik und Kulturkritik. München 1979, ISBN 3-7892-7181-0.
- Logik des Zufalls: Kunstkritik im Kontext von Moderne, Postmoderne und Antike. Köln 1997, ISBN 3-89611-039-X.
- Al-Andalus: Historiographie und Archäologie. In: Markus Groß, Karl-Heinz Ohlig (Hrsg.): Die Entstehung einer Weltreligion IV – Mohammed – Geschichte oder Mythos? (Inârah Band 8). Verlag Hans Schiler, Berlin 2017, ISBN 978-3-89930-100-7.